# عنوان
عنوان واژه‌ای عربی است که در زبان فارسی با معانی گوناگونی به‌کار می‌رود. در تداول امروز، واژهٔ عنوان ممکن است مترادف لقب در نظر گرفته شود و «عنوان کردن» یعنی «بیان کردن یک مطلب». معنای این کلمه در فارسی امروزی از معنی اصلی آن که «سَرنامه» بوده، گسترش پیدا کرده و مترادف واژهٔ فرانسوی تیتر هم به‌کار می‌رود. همچنین یک عنوان با هدف توصیف جایگاه و مقام افراد در ابتدای نام‌شان استفاده می‌شود. این عنوان می‌تواند عنوان سلطنتی، اشرافی یا افتخاری باشد.

## واژه‌شناسی
«عُنْوان» یا «عِنْوان» واژه‌ای عربی است که اصل آن عُنّان از ریشهٔ عُنّ می‌باشد. در لغت‌نامه دهخدا، معانی واژه بدین شرح است: «هر چیزی که در سرنامه و اول آن می‌نویسند و بدان نامه را ابتدا می‌کنند و شروع در آن می‌نمایند، هر چیزی که به وسیلهٔ آن برای آشکار کردن چیز دیگری استدلال شود، آنچه فهمیده شود از چیزی، امضای پادشاه در بالای فرمان، ادعا و اظهار ادعا، طریقه و وضع.» به نوشتهٔ فرهنگ فارسی معین، عنوان به معنی «نشانی و آدرس» است. از واژهٔ عنوان، واژگان و عبارات دیگری چون «باعنوان»، «سعادت عنوان»، «صاحب عنوان» و «عنوان طراز» به‌ترتیب به معنای متشخص، خوشبخت، ممتاز و زیت‌بخش عنوان ایجاد شده است.

## کاربرد
واژهٔ عنوان در زبان فارسی کاربردهای گوناگونی یافته است. در تداول امروز، واژهٔ عنوان ممکن است مترادف لقب هم در نظر گرفته شود و «عنوان کردن» یعنی «قرار دادن، مطرح کردن یا بیان کردن یک مطلب». معنای این کلمه در فارسی امروزی از معنی اصلی خود، یعنی «سرنامه»، گسترش پیدا کرده و مترادف واژهٔ فرانسوی تیتر هم به کار می‌رود. در بسیاری موارد، کاربرد این واژه در نوشتار فارسی اضافی است و باید برای کوتاه‌نویسی جمله آن را حذف کرد یا جمله را تغییر داد. خبرگزاری ایرنا در جستاری این موارد را تشریح کرده است. واژهٔ عنوان در معانی گوناگون خود بسیار در شعر فارسی به‌کار رفته است. مانند:
| وز آن پس همه کارداران اوی |  | شهنشاه کردند عنوان اوی |
| — فردوسی                  |  |                        |

| دل تو نامهٔ عقل و سخنْت عنوان است |  | بکوشْ سخت و نکو کن ز نامه عنوان را |
| — ناصرخسرو                      |  |                                   |

| سرنامهٔ روزگار خواندم |  | عنوان وفا بر آن ندیدم |
| — خاقانی             |  |                       |

| نمی‌دانم حدیثِ نامه چونست |  | همی بینم که عنوانش به خونست |
| — سعدی                  |  |                             |

| ای شرفِ نامِ تو عنوان‌طراز |  | وی رخ زیبای تو بینش‌گداز |
| — درویش واله هروی       |  |                         |

| چون نامهٔ بقای تو خواهند درنوشت |  | عنوان به نام حق کن و بر دین حق بمیر |
| — سوزنی سمرقندی                |  |                                     |

## انواع

### عنوان سلطنتی
عنوان سلطنتی یک نوع عنوان متعلق به خانواده سلطنتی برای توصیف جایگاه اعضای آن است. عناوین سلطنتی معمولاً در اشاره به حاکمان نظام‌های سلطنتی به‌کار گرفته می‌شوند. عنوان این حاکمان بسته به نوع حکومت سلطنتی متفاوت است. عناوین سلطنتی در دسته عناوین رسمی قرار دارند که پیوسته در خطاب‌های رسمی استفاده می‌شود. با این حال، گاهی ممکن است این عنوان‌ها در جایگاه یک لقب هم به‌کار بروند؛ مثلاً در شرایط ملغی شدن سلطنت برای دارندگان در تبعید.

### عنوان اشرافی
عنوان اشرافی یک نوع عنوان متعلق به طبقهٔ اشراف است که برای توصیف جایگاه اعضای آن به‌کار می‌رود. ریشهٔ بسیاری از عنوان‌های اشرافی، مثلاً در اروپا، به قرون وسطی و عصر فئودالیسم بازمی‌گردد. عناوین اشرافی هر جامعه ممکن است با جوامع دیگر متفاوت باشد؛ اما بسیاری از آنها در شکل و ارزش با هم شباهت دارند. همچنین عناوین اشرافی ممکن است به عنوان پاداش توسط حاکم به افراد اعطا شوند؛ مانند عنوان میرزا در ایران.

### عنوان افتخاری
عنوان افتخاری عنوانی است که از سوی حکومت یا جامعه برای تجلیل یا ستایش افراد به آنها اعطا می‌شود. عناوین افتخاری معمولاً فاقد مزایای مادی هستند و جاه و مقام فرد را افزایش نمی‌دهند. عنوان‌های افتخاری می‌توانند برای حاکمان یا مردم عادی باشند؛ مانند عنوان پدر کشور برای امپراتوران روم که توسط سنای روم به آنها اعطا می‌شد. معمولاً عناوین تجلیل‌آمیز که با «پدر» یا «مادر» آغاز می‌شوند از نوع افتخاری هستند؛ مانند پدر ملت برای رهبران بزرگ و «پدر علم پزشکی» در اشاره به بقراط. همچنین، گاه ممکن است فرمانروایان برای خود عنوان‌های افتخاری گوناگون ابداع یا دیگران آن را به آنها اعطا کنند؛ مانند صاحبقران در ایران.

### عنوان دولتی
عنوان دولتی یک نوع عنوان است که مستقیماً یا تنها از سوی دولت و حکومت اعطا می‌شوند. عناوین حکومتی می‌توانند در عین حال، جزو مقام و مشاغل دولتی باشند (مثل بسیجی یا قاضی) و موارد غیرشغلی هم معمولاً با مزایای مادی همراه هستند و ممکن است مردمی (با تأیید مردم) نباشد؛ مانند عنوان شهید در نظام جمهوری اسلامی. عنوان‌های دولتی همواره در ادبیات حاکمیت هم به‌کار می‌روند و بسته زمان و موقعیت ممکن است عناوین جدیدی ایجاد شوند؛ مانند حجاب‌بان در ایران یا تزار در آمریکا و بریتانیا.

### عنوان مذهبی
عنوان مذهبی یک نوع عنوان مخصوص گروه روحانیون است و توسط استاد یا نهاد دینی مربوط اعطا می‌شود. با پیشرفت در مقام مذهبی که معمولاً با تحصیل یا فعالیت طولانی انجام می‌شود، عنوان روحانیون نیز عالی‌تر می‌شود؛ در عین حال، با انجام تخلف یا به صلاح‌دید نهاد مذهبی، ممکن است مقام و عنوان از آنان گرفته شود. عناوین مذهبی تنها مختص به عالمان دینی نیست و می‌تواند توسط حاکمان مذهبی هم استفاده شود؛ مانند خلیفه.

### عنوان شرکتی
عنوان شرکتی یک نوع عنوان است که به مقام‌های یک شرکت یا سازمان اعطا می‌شود و نشان‌دهنده وظایف و مسئولیت‌های آن‌ها در سازمان است. چنین عناوینی در شرکت‌های انتفاعی عمومی و خصوصی استفاده می‌گردد. علاوه بر این، بسیاری سازمان‌های غیرانتفاعی، موسسه‌های آموزشی، شراکت‌ها و موسسه‌های انفرادی نیز این عناوین را اعطا می‌کنند.

### عنوان تحصیلی
عنوان تحصیلی عنوانی است که مستقیماً با جایگاه تحصیلی افراد ارتباط دارد. انواع محصلان در طول دورهٔ تحصیل خود با نام‌های مختلفی مانند دانش‌آموز یا دانشجو شناخته می‌شوند. پس از کسب مدرک تحصیلی، افراد به‌طور رسمی با یک عنوان تحصیلی شناخته می‌شوند. عناوینی چون کارشناس، استادیار، استاد، دکتر و پروفسور مواردی از این دست هستند.